# Arthroleptis formosus
Arthroleptis formosus Rödel, Kouamé, Doumbia & Sandberger, 2011 è un anfibio anuro, appartenente alla famiglia degli Artroleptidi.

## Etimologia
Il nome della specie è un aggettivo latino che significa "bello" e si riferisce alla colorazione della nuova specie.

## Distribuzione e habitat
È endemica della Guinea.